# Csongrádi kistérség
A Csongrádi kistérség Csongrád megye kistérsége volt 2014. február 25-ig, amikor az összes többi kistérséghez hasonlóan megszűnt. Területe 339 km² volt, egy város (a kistérség központja, Csongrád) és három község alkotta.

## Települései
| Település  | Rang (2014. január 1.) | Járás (2013. január 1.) | Népesség (2014. január 1.) | Terület (km²) |
| ---------- | ---------------------- | ----------------------- | -------------------------- | ------------- |
| Csongrád   | város                  | Csongrádi               | 16 665                     | 173,89        |
| Csanytelek | község                 | Csongrádi               | 2 700                      | 34,71         |
| Felgyő     | község                 | Csongrádi               | 1 187                      | 76,73         |
| Tömörkény  | község                 | Csongrádi               | 1 745                      | 53,91         |